# Enrique Salgueiro
Pour les articles homonymes, voir Salgueiro.
Salgueiro  Alonso est un nom espagnol. Le premier nom de famille, en général paternel, est Salgueiro ; le second, en général maternel, souvent omis, est Alonso.
Enrique Salgueiro Alonso (né le 2 mai 1981 à Redondela en Galice) est un coureur cycliste espagnol, devenu ensuite directeur sportif. Il exerce actuellement cette fonction au sein de l'équipe Kiwi Atlántico-Cabo de Peñas-Kuota. 

## Biographie
Enrique Salgueiro devient cycliste professionnel en 2002 au sein de l'équipe portugaise Beppi-Pepolim & Irmaos. Il court ensuite chez Spiuk-Semar en remportant le Tour de León en 2005 ainsi que le Tour des Pyrénées en 2006. En 2007, il intègre l'équipe Karpin Galicia, qui évolue en deuxième division professionnelle. 
Redescendu chez les amateurs, il s'illustre lors des saisons 2009 et 2010 en obtenant de nombreuses victoires. Après ses performances, il part au Portugal en 2011 au sein de la formation LA Alumínios-Antarte. Il s'impose notamment sur une étape du Trophée Joaquim-Agostinho.
En 2012, il repasse professionnel chez LA Alumínios-Antarte. Son année est cependant entachée par un contrôlé positif à l'hormone de croissance. Bien qu'il proclame son innocence, la Fédération portugaise le suspend pour une durée de deux ans, jusqu'au 14 juin 2014,.
Il effectue un bref retour chez les amateurs en 2015, au sein du club Speedroad-Gomistar. L'année suivante, il devient dirigeant de cette équipe, renommée Guerciotti-Redondela.

## Palmarès
- 2002
  - Circuito de Argoncilhe
  - 3e du Grand Prix de la ville de Vigo
- 2003
  - Circuito Restaurante Alpendre
  - Volta ao Município de Tavira
- 2004
  - 3e de la Clásica de la Chuleta
- 2005
  - Tour de León :
    - Classement général
    - 2e étape

  - 2e du Gran Premio Área Metropolitana de Vigo
- 2006
  - Tour des Pyrénées :
    - Classement général
    - 2e étape
- 2009
  - Trofeo Olías Industrial
  - Trophée Iberdrola
  - 2e étape du Cinturón a Mallorca
  - Vuelta a la Montaña Central de Asturias :
    - Classement général
    - 1re étape

  - Tour de Galice :
    - Classement général
    - 1re étape

  - 3e étape du Tour d'Estrémadure
  - 1re et 2e étapes du Tour de La Corogne
  - 2e de la Prueba Loinaz
  - 3e du Cinturón a Mallorca
  - 3e du Tour de La Corogne
- 2010
  - Champion de Galice du contre-la-montre
  - 5e étape du Tour de León
  - 2e étape du Tour de Zamora
  - GP Vilas de Pontevedra
  - 2e du Tour de León
  - 3e du Trophée Iberdrola
- 2011
  - Clássica do Sotavento
  - 2e étape du Trophée Joaquim-Agostinho
  - GP Vilas de Pontevedra

## Classements mondiaux
| Année           | 2005 | 2006 | 2007 | 2008 | 2009 | 2010 | 2011 |
| --------------- | ---- | ---- | ---- | ---- | ---- | ---- | ---- |
| UCI Europe Tour | 182e | 323e |      | 515e | 422e | 399e | 859e |